# Einstein-koelkast

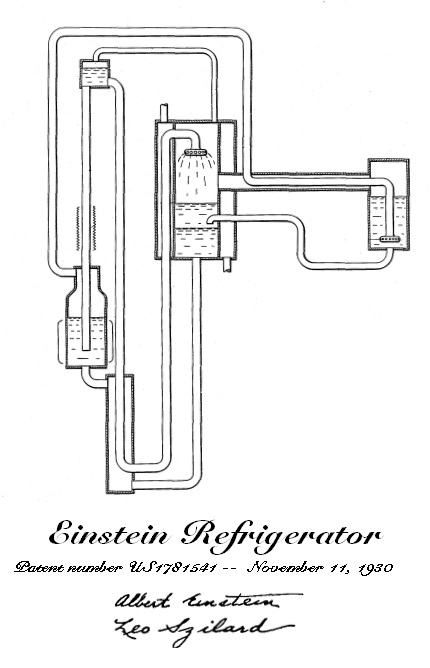
De octrooiaanvraag van Einstein en Szilárd

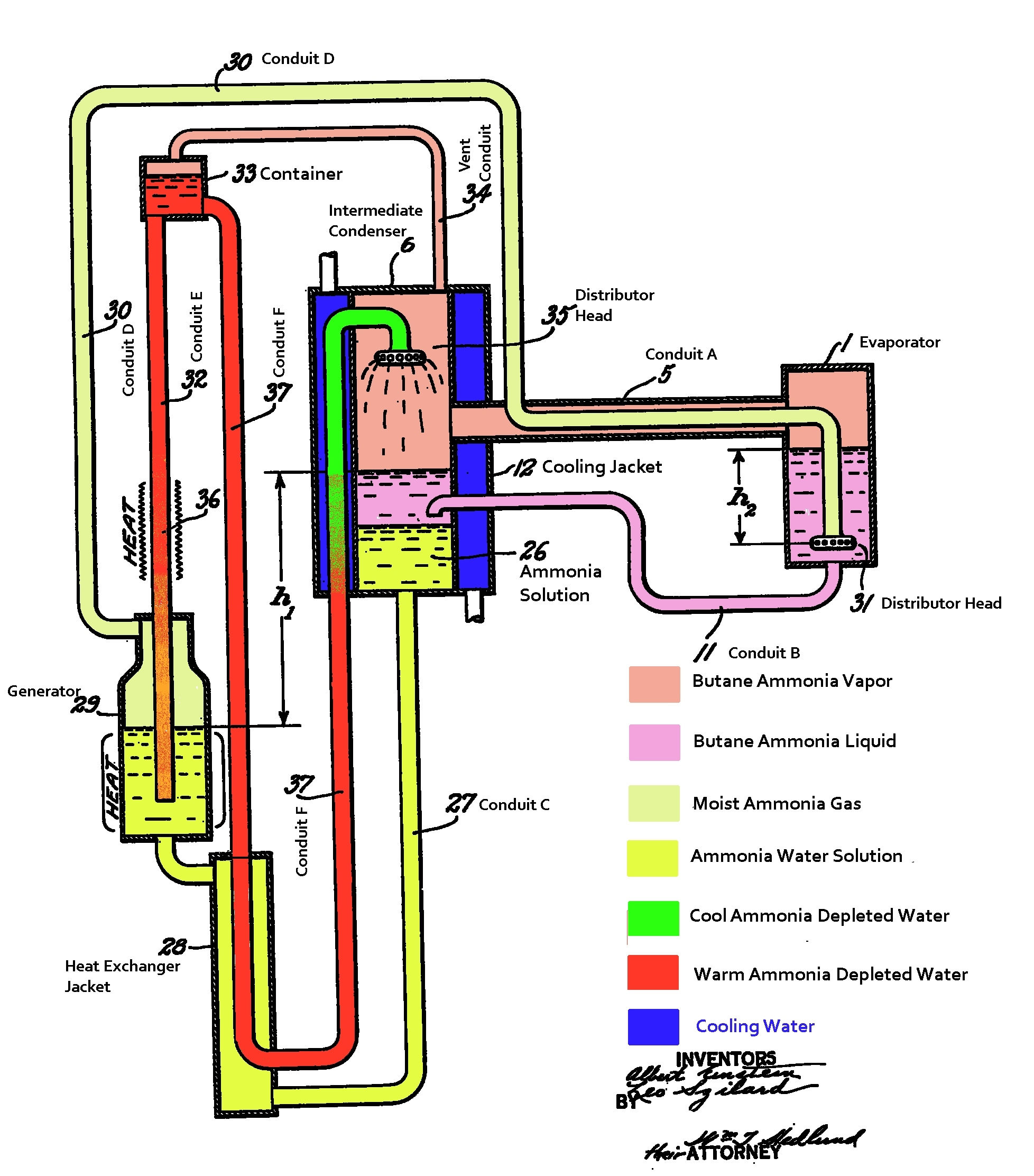
Geannoteerde patenttekening

De Einstein-Szilard- of Einstein-koelkast is een absorptiekoelkast die geen bewegende delen heeft, onder constante druk werkt en alleen een warmtebron nodig heeft om te werken. Het werd  in 1926 uitgevonden door Albert Einstein en Leó Szilárd, die het op 11 november 1930 in de VS patenteerde (US patent 1,781,541). De drie werkende vloeistoffen in dit ontwerp zijn water, ammoniak en butaan. De Einstein-koelkast is een verdere ontwikkeling van het originele drie vloeistoffen-octrooi door de Zweedse uitvinders Baltzar von Platen en Carl Munters.

## Geschiedenis
Van 1926 tot 1934 werkten Einstein en Szilárd samen aan een manier om de koeltechnologie voor thuisgebruik te verbeteren. De twee werden gemotiveerd door de krantenberichten over een Berlijns gezin dat was omgekomen toen een afdichting in hun koelkast het begaf en giftige dampen begon te lekken. Einstein en Szilárd stelden voor dat een apparaat zonder bewegende delen de kans op defecte afdichtingen zou elimineren. Ze onderzochten praktische toepassingen voor verschillende koelcycli. Einstein had bij het Zwitserse octrooibureau gewerkt en gebruikte zijn kennis daarvan om geldige octrooien aan te vragen voor hun uitvindingen in verschillende landen. De twee verkregen uiteindelijk 45 patenten in zes landen voor drie verschillende modellen.
Sommigen hebben gesuggereerd dat het grootste deel van het eigenlijke uitvinden werd gedaan door Szilárd, waarbij Einstein alleen optrad als adviseur en hem hielp met het octrooigerelateerde papierwerk. Echter, anderen beweren dat Einstein wel degelijk aan het ontwerpwerk heeft bijgedragen.
De koelkast was minder efficiënt dan de bestaande apparaten, maar hij was wel betrouwbaarder door het ontbreken van bewegende delen; de introductie van het niet-giftige freon - later bleek freon verantwoordelijk te zijn voor ernstige aantasting van de ozonlaag van de aarde - ter vervanging van giftige koelgassen maakte het commercieel nog minder aantrekkelijk.
De Grote Depressie van 1929 droogde de financiering voor ontwikkeling op en het wijdverbreide politieke geweld in nazi-Duitsland, waar de twee uitvinders woonden, met name tegenover Joden zoals Einstein en Szilard, droegen bij aan het gebrek aan commercieel succes van het apparaat (Einstein en Szilard vluchtten begin jaren dertig uit Duitsland). Het werd niet meteen in commerciële productie genomen, hoewel de meest veelbelovende patenten snel werden opgekocht door het Zweedse bedrijf Electrolux. 
Einstein en Szilárd verdienden voor hun koelkast een bedrag van $ 750 (het equivalent van $ 10.000 in 2017). Op basis van andere patenten zijn er enkele demonstratie-units gebouwd.

## Toepassing
Hoewel de koelkast geen commercieel succes was, vond men voor een onderdeel ervan toch een toepassing. Een variant, de Einstein-Szilard-elektromagnetische koelkast, gebruikte een Einstein-Szilard-elektromagnetische pomp om een werkend gas, pentaan, te comprimeren. De Einstein-Szilard-pomp werd later gebruikt voor het koelen van  kweekreactoren, waar de inherente betrouwbaarheid en veiligheid zeer belangrijk zijn.

## Latere projecten
In 2008 hebben elektrotechnici van de Energy and Power Group van Oxford University, onderdeel van de afdeling Engineering Science van de universiteit, de Einstein-koelkast nieuw leven ingeblazen in een poging een koelkast te produceren die geschikt is voor gebruik in landelijke gebieden zonder elektriciteit. De groep, geleid door Malcolm McCulloch, merkte op dat het ontwerp nog "bij lange na niet gecommercialiseerd" was, maar dat de efficiëntie van het oorspronkelijke Einstein-Szilárd-ontwerp mogelijk zou kunnen worden verviervoudigd.